# 袁翻
袁翻（476年—528年），字景翔，陳郡項县（今河南省周口市沈丘县）人。
父亲袁宣曾擔任宋青州刺史沈文秀的府主簿，後随文秀归顺北魏。生於魏孝文帝承明元年（476年），與弟袁跃皆有文名。北魏景明初年（500年），黄门侍郎徐纥举荐任著作佐郎。正始初年（504年），任尚书殿中郎，升豫州中正。熙平初年（516年），被任命为冠军将军、廷尉少卿。神龟三年（520年），任凉州刺史。袁翻只圖“独善其身，无所奖拔，排抑後進”，時人頗看輕他。魏孝莊帝建義元年（528年）爆發河阴之变，遇害而亡。有子袁聿修。

## 延伸阅读
[在维基数据编辑]
 《魏書·卷69》，出自魏收《魏书》
 《北史·卷047》，出自李延壽《北史》